# Willem Vissers
Willem Vissers (Echt, 13 juni 1964) is een Nederlands sportjournalist en auteur. Vissers schrijft vooral over voetbal. Hij schrijft voor de Volkskrant.
Hij studeerde in 1986 af aan Academie voor de Journalistiek. Na zijn afstuderen trad Vissers als sportjournalist in dienst bij het ANP. In 1997 trad hij in dienst van de Volkskrant. In 2015 was Vissers chef-sport van de Volkskrant. Vissers is ook regelmatig te gast als voetbalanalyticus bij NOS Studio Voetbal. Vissers schrijft daarnaast sinds 2023 voor Panenka Magazine.